# Super League 2003-2004
L'edizione 2003-2004 del campionato di calcio svizzero (Axpo Super League) vide la vittoria finale del F.C. Basilea.
Fu la prima edizione della rinnovata Swiss Super League, a dieci squadre senza commistioni con la cadetteria, e con una nuova formula a girone doppio.

## Squadre partecipanti
| Club            | Stagione | Città     | Stadio              | Stagione precedente |
| --------------- | -------- | --------- | ------------------- | ------------------- |
| Aarau           | dettagli | Aarau     | Stadion Brügglifeld |                     |
| Basilea         | dettagli | Basilea   | St. Jakob-Park      |                     |
| Grasshoppers    | dettagli | Zurigo    | Hardturm            |                     |
| Neuchâtel Xamax | dettagli | Neuchâtel | La Maladière        |                     |
| San Gallo       | dettagli | San Gallo | Stadio Espenmoos    |                     |
| Servette        | dettagli | Ginevra   | Stade de Genève     |                     |
| Thun            | dettagli | Thun      | Stadion Lachen      |                     |
| Wil             | dettagli | Wil       | Stadion Bergholz    |                     |
| Young Boys      | dettagli | Berna     | Stadio Wankdorf     |                     |
| Zurigo          | dettagli | Zurigo    | Stadio Letzigrund   |                     |

## Allenatori e primatisti
| Squadra         | Allenatore                                                                                              | Giocatore più presente (tra parentesi il numero delle presenze) | Capocannoniere (tra parentesi il numero dei gol segnati) |
| --------------- | --- | --------------------------------------------------------------- | -------------------------------------------------------- |
| Aarau           | Alain Geiger (1ª-18ª) Martín Rueda (19ª-36ª)                                                            | Rainer Bieli (36)                                               | Rainer Bieli (12)                                        |
| Basilea         | Christian Gross                                                                                         | Pascal Zuberbühler (35)                                         | Christian Giménez (16)                                   |
| Grasshoppers    | Marcel Koller (1ª-12ª) Carlos Bernegger (13ª-18ª) Alain Geiger (19ª-36ª)                                | Richard Núñez (33)                                              | Richard Núñez (17)                                       |
| Neuchatel Xamax | Claude Ryf (1ª-20ª) Christophe Moulin (23ª-36ª)                                                         | Eddy Barea (34)                                                 | Mobulu M'Futi (12)                                       |
| San Gallo       | Heinz Peischl                                                                                           | Stefano Razzetti (35) Alex Tachie-Mensah (35)                   | Alex Tachie-Mensah (17)                                  |
| Servette        | Marco Schällibaum                                                                                       | Sébastien Roth (36)                                             | Mohamed Kader (19)                                       |
| Thun            | Hanspeter Latour                                                                                        | Mario Raimondi (36)                                             | Milaim Rama (10)                                         |
| Wil             | Oleksandr Zavarov (1ª-18ª) Joachim Müller (19ª, 26ª-36ª) Stephan Lehmann (20ª) Tomáš Matějček (21ª-25ª) | Michel Renggli (36)                                             | Felix Mordeku (6)                                        |
| Young Boys      | Hans-Peter Zaugg                                                                                        | Alain Rochat (35) Stéphane Chapuisat (35)                       | Stéphane Chapuisat (23)                                  |
| Zurigo          | Lucien Favre                                                                                            | Davide Taini (35)                                               | Art'owr Petrosyan (13)                                   |

## Classifica finale
|  | Pos. | Squadra         | Pt | G  | V  | N  | P  | GF | GS | DR  |
|  | ---- | --------------- | -- | -- | -- | -- | -- | -- | -- | --- |
|  | 1.   | Basilea         | 85 | 36 | 26 | 7  | 3  | 86 | 32 | +54 |
|  | 2.   | Young Boys      | 72 | 36 | 22 | 6  | 8  | 75 | 48 | +27 |
|  | 3.   | Servette        | 52 | 36 | 15 | 7  | 14 | 61 | 62 | -1  |
|  | 4.   | Zurigo          | 50 | 36 | 14 | 8  | 14 | 58 | 52 | +6  |
|  | 5.   | San Gallo       | 50 | 36 | 14 | 8  | 14 | 54 | 57 | -3  |
|  | 6.   | Thun            | 49 | 36 | 13 | 10 | 13 | 51 | 57 | -6  |
|  | 7.   | Grasshoppers    | 41 | 36 | 12 | 5  | 19 | 62 | 74 | -12 |
|  | 8.   | Aarau           | 38 | 36 | 9  | 11 | 16 | 57 | 69 | -12 |
|  | 9.   | Neuchâtel Xamax | 36 | 36 | 10 | 6  | 20 | 46 | 63 | -17 |
|  | 10.  | Wil             | 29 | 36 | 7  | 8  | 21 | 37 | 73 | -36 |

Legenda:
      Campione di Svizzera e ammessa alla UEFA Champions League 2004-2005.
      Ammesse alla UEFA Champions League 2004-2005.
      Ammessa alla Coppa UEFA 2004-2005.
      Ammessa alla Coppa Intertoto UEFA 2004.
 Disputa lo spareggio salvezza-promozione.
      Retrocessa in Challenge League 2004-2005.
Regolamento:
Tre punti a vittoria, uno a pareggio, zero a sconfitta.
In caso di arrivo di due o più squadre a pari punti, la graduatoria finale verrà stilata secondo la classifica avulsa tra le squadre interessate che prevede, in ordine, i seguenti criteri:
- Punti negli scontri diretti
- Differenza reti negli scontri diretti
- Differenza reti generale
- Reti realizzate in generale
- Sorteggio

## Risultati

### Prima fase
|                 | AAR  | BAS  | GRA  | NEU  | SAN  | SER  | THU  | WIL  | YOU  | ZUR  |
| --------------- | ---- | ---- | ---- | ---- | ---- | ---- | ---- | ---- | ---- | ---- |
| Aarau           | –––– | 2-2  | 2-1  | 1-1  | 3-1  | 1-1  | 1-2  | 1-1  | 3-1  | 3-3  |
| Basilea         | 3-1  | –––– | 5-2  | 4-2  | 4-1  | 6-0  | 2-0  | 4-0  | 2-0  | 2-1  |
| Grasshoppers    | 2-3  | 0-4  | –––– | 0-1  | 5-2  | 1-1  | 2-1  | 5-3  | 3-3  | 1-0  |
| Neuchatel Xamax | 0-1  | 1-3  | 3-1  | –––– | 2-0  | 2-3  | 0-1  | 0-0  | 1-2  | 2-1  |
| San Gallo       | 0-0  | 1-2  | 1-2  | 3-1  | –––– | 1-0  | 1-1  | 4-1  | 1-4  | 2-1  |
| Servette        | 3-1  | 1-2  | 3-2  | 1-0  | 1-3  | –––– | 5-1  | 3-1  | 4-1  | 3-1  |
| Thun            | 1-1  | 0-4  | 3-2  | 0-0  | 1-1  | 1-1  | –––– | 3-2  | 1-3  | 2-0  |
| Wil             | 1-0  | 2-3  | 2-1  | 1-1  | 2-0  | 2-2  | 1-1  | –––– | 0-1  | 2-1  |
| Young Boys      | 5-3  | 2-3  | 4-0  | 2-1  | 0-0  | 3-0  | 2-1  | 2-1  | –––– | 2-1  |
| Zurigo          | 4-2  | 0-1  | 0-2  | 3-1  | 2-2  | 0-1  | 4-0  | 3-1  | 0-2  | –––– |

### Seconda fase
|                 | AAR  | BAS  | GRA  | NEU  | SAN  | SER  | THU  | WIL  | YOU  | ZUR  |
| --------------- | ---- | ---- | ---- | ---- | ---- | ---- | ---- | ---- | ---- | ---- |
| Aarau           | –––– | 3-0  | 2-2  | 2-0  | 3-0  | 0-1  | 1-2  | 4-0  | 0-1  | 2-4  |
| Basilea         | 3-1  | –––– | 2-2  | 6-0  | 0-0  | 1-0  | 1-1  | 2-0  | 2-1  | 1-1  |
| Grasshoppers    | 4-1  | 0-2  | –––– | 1-0  | 3-2  | 1-5  | 2-3  | 1-2  | 4-2  | 1-2  |
| Neuchatel Xamax | 4-1  | 3-1  | 2-1  | –––– | 0-1  | 6-1  | 1-1  | 0-2  | 0-3  | 4-2  |
| San Gallo       | 2-0  | 1-1  | 2-1  | 3-1  | –––– | 2-0  | 2-1  | 4-0  | 1-3  | 1-3  |
| Servette        | 1-1  | 1-4  | 3-0  | 2-2  | 3-1  | –––– | 3-1  | 1-1  | 0-2  | 2-3  |
| Thun            | 6-3  | 0-2  | 1-2  | 2-3  | 2-3  | 2-1  | –––– | 2-0  | 3-0  | 2-1  |
| Wil             | 1-1  | 1-1  | 1-5  | 3-0  | 0-2  | 0-2  | 0-2  | –––– | 1-3  | 0-1  |
| Young Boys      | 2-2  | 0-1  | 1-0  | 3-1  | 2-1  | 4-2  | 0-0  | 5-1  | –––– | 2-2  |
| Zurigo          | 4-1  | 1-0  | 0-0  | 1-0  | 2-2  | 2-0  | 0-0  | 2-1  | 2-2  | –––– |

## Spareggio promozione-retrocessione
Allo spareggio sono ammesse la nona classificata in Super League e la seconda classificata in Challenge League.
|                 | Risultati |                 | Luogo e data              |
| --------------- | --------- | --------------- | ------------------------- |
| Neuchâtel Xamax | 2 - 0     | Vaduz           | Neuchâtel, 29 maggio 2004 |
| Vaduz           | 2 - 1     | Neuchâtel Xamax | Vaduz, 31 maggio 2004     |
|                 |           |                 |                           |

## Statistiche

### Squadre

#### Capoliste solitarie
|    | —— | —— | ——      | —— | —— | —— | —— | —— | ——  | ——  | ——  | ——  | ——  | ——  | ——  | ——  | ——  | ——  | ——  | ——  | ——  | ——  | ——  | ——  | ——  | ——  | ——  | ——  | ——  | ——  | ——  | ——  | ——  | ——  | ——  | —— |  |
|    |    |    | Basilea |    |    |    |    |    |     |     |     |     |     |     |     |     |     |     |     |     |     |     |     |     |     |     |     |     |     |     |     |     |     |     |     |    |  |
|    |    |    |         |    |    |    |    |    |     |     |     |     |     |     |     |     |     |     |     |     |     |     |     |     |     |     |     |     |     |     |     |     |     |     |     |    |  |
|    |    |    |         |    |    |    |    |    |     |     |     |     |     |     |     |     |     |     |     |     |     |     |     |     |     |     |     |     |     |     |     |     |     |     |     |    |  |
| 1ª | 2ª | 3ª | 4ª      | 5ª | 6ª | 7ª | 8ª | 9ª | 10ª | 11ª | 12ª | 13ª | 14ª | 15ª | 16ª | 17ª | 18ª | 19ª | 20ª | 21ª | 22ª | 23ª | 24ª | 25ª | 26ª | 27ª | 28ª | 29ª | 30ª | 31ª | 32ª | 33ª | 34ª | 35ª | 36ª |    |  |

#### Classifica in divenire
|                 | 1ª | 2ª | 3ª | 4ª | 5ª | 6ª | 7ª | 8ª | 9ª | 10ª | 11ª | 12ª | 13ª | 14ª | 15ª | 16ª | 17ª | 18ª | 19ª | 20ª | 21ª | 22ª | 23ª | 24ª | 25ª | 26ª | 27ª | 28ª | 29ª | 30ª | 31ª | 32ª | 33ª | 34ª | 35ª | 36ª |
| --------------- | -- | -- | -- | -- | -- | -- | -- | -- | -- | --- | --- | --- | --- | --- | --- | --- | --- | --- | --- | --- | --- | --- | --- | --- | --- | --- | --- | --- | --- | --- | --- | --- | --- | --- | --- | --- |
| Young Boys      | 3  | 3  | 6  | 9  | 12 | 12 | 15 | 15 | 18 | 19  | 19  | 22  | 25  | 28  | 31  | 34  | 37  | 38  | 38  | 41  | 42  | 45  | 46  | 49  | 52  | 53  | 53  | 56  | 56  | 59  | 62  | 65  | 68  | 69  | 72  | 72  |
| Aarau           | 1  | 4  | 5  | 6  | 6  | 9  | 12 | 13 | 13 | 13  | 16  | 19  | 19  | 20  | 20  | 21  | 21  | 22  | 22  | 22  | 23  | 23  | 24  | 25  | 25  | 28  | 28  | 31  | 31  | 34  | 34  | 34  | 35  | 38  | 38  | 38  |
| Basilea         | 3  | 6  | 9  | 12 | 15 | 18 | 21 | 24 | 27 | 30  | 33  | 36  | 39  | 40  | 43  | 46  | 49  | 52  | 55  | 56  | 59  | 60  | 61  | 61  | 64  | 65  | 68  | 71  | 74  | 74  | 75  | 78  | 79  | 79  | 82  | 85  |
| San Gallo       | 0  | 0  | 1  | 2  | 3  | 6  | 6  | 9  | 9  | 10  | 13  | 13  | 16  | 17  | 20  | 20  | 20  | 20  | 20  | 20  | 20  | 21  | 24  | 27  | 27  | 27  | 30  | 33  | 36  | 37  | 40  | 43  | 44  | 47  | 47  | 50  |
| Thun            | 1  | 2  | 2  | 5  | 6  | 6  | 6  | 7  | 7  | 10  | 13  | 14  | 14  | 15  | 15  | 15  | 18  | 21  | 24  | 27  | 27  | 27  | 28  | 28  | 29  | 30  | 33  | 34  | 37  | 37  | 37  | 37  | 40  | 43  | 46  | 49  |
| Wil             | 0  | 1  | 1  | 1  | 1  | 2  | 2  | 2  | 5  | 6   | 6   | 9   | 9   | 9   | 10  | 13  | 16  | 17  | 17  | 20  | 21  | 21  | 22  | 22  | 25  | 26  | 26  | 26  | 26  | 26  | 26  | 26  | 26  | 26  | 29  | 29  |
| Zurigo          | 0  | 0  | 0  | 1  | 1  | 1  | 4  | 5  | 8  | 8   | 8   | 8   | 8   | 11  | 11  | 11  | 14  | 14  | 17  | 20  | 21  | 24  | 27  | 30  | 33  | 36  | 36  | 37  | 37  | 38  | 39  | 40  | 43  | 44  | 47  | 50  |
| Grasshoppers    | 0  | 0  | 3  | 3  | 4  | 7  | 10 | 10 | 10 | 10  | 10  | 10  | 13  | 13  | 16  | 19  | 19  | 20  | 23  | 24  | 27  | 30  | 30  | 31  | 31  | 31  | 34  | 34  | 34  | 37  | 40  | 41  | 41  | 41  | 41  | 41  |
| Neuchatel Xamax | 3  | 6  | 6  | 6  | 9  | 10 | 10 | 11 | 11 | 14  | 14  | 14  | 14  | 14  | 15  | 16  | 16  | 16  | 16  | 16  | 16  | 16  | 16  | 17  | 18  | 18  | 21  | 21  | 24  | 27  | 30  | 30  | 30  | 33  | 33  | 36  |
| Servette        | 3  | 6  | 9  | 10 | 11 | 11 | 11 | 14 | 17 | 18  | 21  | 22  | 25  | 28  | 28  | 28  | 28  | 31  | 34  | 34  | 37  | 40  | 41  | 42  | 42  | 45  | 45  | 45  | 48  | 48  | 48  | 51  | 52  | 52  | 52  | 52  |

#### Classifiche di rendimento

##### Rendimento andata-ritorno
| Andata          | Andata | Ritorno         | Ritorno |
|                 |        |                 |         |
| Basilea         | 52     | Zurigo          | 36      |
| Young Boys      | 38     | Young Boys      | 34      |
| Servette        | 31     | Basilea         | 33      |
| Aarau           | 22     | San Gallo       | 30      |
| Thun            | 21     | Thun            | 28      |
| San Gallo       | 20     | Grasshoppers    | 21      |
| Grasshoppers    | 20     | Servette        | 21      |
| Wil             | 17     | Neuchatel Xamax | 20      |
| Neuchatel Xamax | 16     | Aarau           | 16      |
| Zurigo          | 14     | Wil             | 12      |

##### Rendimento casa-trasferta
| Casa            | Casa | Trasferta       | Trasferta |
|                 |      |                 |           |
| Basilea         | 46   | Basilea         | 39        |
| Young Boys      | 40   | Young Boys      | 32        |
| Servette        | 33   | Thun            | 21        |
| San Gallo       | 33   | Servette        | 19        |
| Zurigo          | 32   | Zurigo          | 18        |
| Thun            | 28   | San Gallo       | 17        |
| Aarau           | 27   | Grasshoppers    | 15        |
| Neuchatel Xamax | 26   | Aarau           | 11        |
| Grasshoppers    | 26   | Neuchatel Xamax | 10        |
| Wil             | 20   | Wil             | 9         |

#### Primati stagionali
Squadre
- Maggior numero di vittorie: Basilea (26)
- Maggior numero di pareggi: Aarau (11)
- Maggior numero di sconfitte: Wil (21)
- Minor numero di vittorie: Wil (7)
- Minor numero di pareggi: Grasshoppers (5)
- Minor numero di sconfitte: Basilea (3)
- Miglior attacco: Basilea (86 gol fatti)
- Peggior attacco: Wil (37 gol fatti)
- Miglior difesa: Basilea (32 gol subiti)
- Peggior difesa: Grasshoppers (74 gol subiti)
- Miglior differenza reti: Basilea (+54)
- Peggior differenza reti: Wil (-36)
- Miglior serie positiva: Basilea (23, 1ª-23ª)
- Peggior serie negativa: Wil (8, 27ª-34ª)
- Maggior numero di vittorie consecutive: Basilea (13, 1ª-13ª)

Partite
- Più gol (9):

Thun-Aarau 6-3, 22 febbraio 2004
- Maggior scarto di gol (6): Basilea-Servette 6-0, Basilea-Neuchatel Xamax 6-0
- Maggior numero di reti in una giornata: 23 gol nella 27ª giornata, 23 gol nella 31ª giornata, 23 gol nella 3ª giornata
- Minor numero di reti in una giornata: 6 gol nella 28ª giornata, 6 gol nella 32ª giornata
- Maggior numero di espulsioni in una giornata: 5 in 2ª giornata

### Individuali

#### Classifica marcatori
| Gol | Rigori |  | Giocatore          | Squadra         |
| --- | ------ |  | ------------------ | --------------- |
| 23  | 3      |  | Stéphane Chapuisat | Young Boys      |
| 19  | 0      |  | Mohamed Kader      | Servette        |
| 17  | 6      |  | Richard Núñez      | Grasshoppers    |
| 17  | 3      |  | Alex Tachie-Mensah | San Gallo       |
| 16  | 0      |  | Ionel Gane         | Grasshoppers    |
| 16  | 0      |  | Christian Giménez  | Basilea         |
| 16  | 1      |  | Leandro            | Young Boys      |
| 13  | 1      |  | Art'owr Petrosyan  | Zurigo          |
| 13  | 0      |  | Marco Streller     | Basilea         |
| 12  | 0      |  | Rainer Bieli       | Aarau           |
| 12  | 1      |  | Mobulu M'Futi      | Neuchatel Xamax |
| 10  | 0      |  | Moreno Merenda     | San Gallo       |
| 10  | 0      |  | Milaim Rama        | Thun            |
| 9   | 0      |  | Mauro Lustrinelli  | Thun, Wil       |
| 9   | 0      |  | Alexandre Rey      | Neuchatel Xamax |
| 9   | 0      |  | Fabrizio Zambrella | Servette        |

#### Media spettatori
| Club            | Pos. | Media  | Totale  | Abbonamenti |
| --------------- | ---- | ------ | ------- | ----------- |
| Basilea         | 1    | 27 886 | 501 951 |             |
| Servette        | 2    | 9 202  | 165 629 |             |
| San Gallo       | 3    | 8 794  | 158 300 |             |
| Grasshoppers    | 4    | 8 087  | 145 566 |             |
| Zurigo          | 5    | 7 889  | 142 000 |             |
| Young Boys      | 6    | 7 869  | 141 650 |             |
| Neuchatel Xamax | 7    | 6 622  | 119 200 |             |
| Aarau           | 8    | 5 594  | 100 700 |             |
| Thun            | 9    | 4 524  | 81 436  |             |
| Wil             | 10   | 3 445  | 62 013  |             |

#### Arbitri
- Massimo Busacca (16)
- Carlo Bertolini (14)
- Urs Meier (13)
- Markus Nobs (13)
- René Rogalla (13)
- Reto Rutz (13)
- Martin Salm (13)
- Nicole Petignat (12)
- Claudio Circhetta (11)
- Florian Etter (11)
- Philippe Leuba (11)
- Guido Wildhaber (11)
- Jérôme Laperrière (10)

- Roland Beck (6)
- Sascha Kever (2)
- Cyril Zimmermann (2)
- Bernhard Brugger (1)
- Paul Drabek (1)
- Thomas Einwaller (1)
- Bruno Grossen (1)
- Louis Hofmann (1)
- Richard Kern (1)
- Stefan Meßner (1)
- Wolfgang Sowa (1)
- Daniel Wermelinger (1)